# Весёлое (Менский район)
Весёлое (укр. Веселе) — село в Менском районе Черниговской области Украины. Население 39 человек. Занимает площадь 0,36 км².
Код КОАТУУ: 7423083002. Почтовый индекс: 15643. Телефонный код: +380 4644.
17 июля 2020 года в результате административно-территориальной реформы село в состав Менской городской общины Корюковского района Черниговской области.